# Lijst van afleveringen van The Office US
Dit is een lijst van afleveringen van The Office US. The Office US is een Amerikaanse adaptatie van de Britse comedyserie The Office.

## Seizoenenoverzicht
| Seizoen | Afleveringen | Originele uitzendingen | Originele uitzendingen | Dvd uitgebracht regio 2 |
| Seizoen | Afleveringen | Seizoenspremière       | Seizoensfinale         | Dvd uitgebracht regio 2 |
| ------- | ------------ | ---------------------- | ---------------------- | ----------------------- |
| 1       | 6            | 24 maart 2005          | 26 april 2005          | 10 april 2006           |
| 2       | 22           | 20 september 2005      | 11 mei 2006            | 28 januari 2008         |
| 3       | 25           | 21 september 2006      | 17 mei 2007            | 20 juli 2008            |
| 4       | 19           | 27 september 2007      | 15 mei 2008            | 7 april 2009            |
| 5       | 28           | 25 september 2008      | 14 mei 2009            | 8 april 2010            |
| 6       | 26           | 17 september 2009      | 20 mei 2010            | 21 april 2011           |
| 7       | 26           | 23 september 2010      | 19 mei 2011            | maart 2012              |
| 8       | 24           | 22 september 2011      | 10 mei 2012            | maart 2013              |
| 9       | 25           | 20 september 2012      | 16 mei 2013            | september 2013          |

## Afleveringenoverzicht

### Seizoen 1 (2005)
| Nr. | # | Titel           | Regisseur       | Schrijver(s)     | Datum uitzending |
| --- | - | --------------- | --------------- | ---------------- | ---------------- |
| 1   | 1 | "Pilot"         | Ken Kwapis      | Greg Daniels     | 24 maart 2005    |
| 2   | 2 | "Diversity Day" | Ken Kwapis      | B.J. Novak       | 29 maart 2005    |
| 3   | 3 | "Health Care"   | Ken Whittingham | Paul Lieberstein | 5 april 2005     |
| 4   | 4 | "The Alliance"  | Bryan Gordon    | Michael Schur    | 12 april 2005    |
| 5   | 5 | "Basketball"    | Greg Daniels    | Greg Daniels     | 19 april 2005    |
| 6   | 6 | "Hot Girl"      | Amy Heckerling  | Mindy Kaling     | 26 april 2005    |

### Seizoen 2 (2005–2006)
Seizoen 2 werd uitgezonden van 20 september 2005 tot 11 mei 2006. In eerste instantie had NBC 6 afleveringen besteld In september werden er daar 7 aan toegevoegd en in november nog eens drie wat het totaal voor dit seizoen op 22 aflevering zette. Dit seizoen had ook de eerste 40 minuten durende dubbelaflevering van The Office.
| Nr. | #  | Titel                            | Regisseur         | Schrijver(s)                    | Datum uitzending  |
| --- | -- | -------------------------------- | ----------------- | ------------------------------- | ----------------- |
| 07  | 01 | "The Dundies"                    | Greg Daniels      | Mindy Kaling                    | 20 september 2005 |
| 08  | 02 | "Sexual Harassment"              | Ken Kwapis        | B.J. Novak                      | 27 september 2005 |
| 09  | 03 | "Office Olympics"                | Paul Feig         | Michael Schur                   | 4 oktober 2005    |
| 10  | 04 | "The Fire"                       | Ken Kwapis        | B.J. Novak                      | 11 oktober 2005   |
| 11  | 05 | "Halloween"                      | Paul Feig         | Greg Daniels                    | 18 oktober 2005   |
| 12  | 06 | "The Fight"                      | Ken Kwapis        | Gene Stupnitsky & Lee Eisenberg | 1 november 2005   |
| 13  | 07 | "The Client"                     | Greg Daniels      | Paul Lieberstein                | 8 november 2005   |
| 14  | 08 | "Performance Review"             | Paul Feig         | Larry Wilmore                   | 15 november 2005  |
| 15  | 09 | "E-mail Surveillance"            | Paul Feig         | Jennifer Celotta                | 22 november 2005  |
| 16  | 10 | "Christmas Party"                | Charles McDougall | Michael Schur                   | 6 december 2005   |
| 17  | 11 | "Booze Cruise"                   | Ken Kwapis        | Greg Daniels                    | 5 januari 2006    |
| 18  | 12 | "The Injury"                     | Bryan Gordon      | Mindy Kaling                    | 12 januari 2006   |
| 19  | 13 | "The Secret"                     | Dennie Gordon     | Lee Eisenberg & Gene Stupnitsky | 19 januari 2006   |
| 20  | 14 | "The Carpet"                     | Victor Nelli Jr.  | Paul Lieberstein                | 26 januari 2006   |
| 21  | 15 | "Boys and Girls"                 | Dennie Gordon     | B.J. Novak                      | 2 februari 2006   |
| 22  | 16 | "Valentine's Day"                | Greg Daniels      | Michael Schur                   | 9 februari 2006   |
| 23  | 17 | "Dwight's Speech"                | Charles McDougall | Paul Lieberstein                | 2 maart 2006      |
| 24  | 18 | "Take Your Daughter to Work Day" | Victor Nelli Jr.  | Mindy Kaling                    | 16 maart 2006     |
| 25  | 19 | "Michael's Birthday"             | Ken Whittingham   | Lee Eisenberg & Gene Stupnitsky | 30 maart 2006     |
| 26  | 20 | "Drug Testing"                   | Greg Daniels      | Jennifer Celotta                | 27 april 2006     |
| 27  | 21 | "Conflict Resolution"            | Charles McDougall | Greg Daniels                    | 4 mei 2006        |
| 28  | 22 | "Casino Night"                   | Ken Kwapis        | Steve Carell                    | 11 mei 2006       |

### Seizoen 3 (2006–2007)
Seizoen 3 omvat 23 afleveringen inclusief twee twee uur durende afleveringen.
| Nr.   | #     | Titel                  | Regisseur       | Schrijvers(s)                                   | Datum uitzending  |
| ----- | ----- | ---------------------- | --------------- | ----------------------------------------------- | ----------------- |
| 29    | 01    | "Gay Witch Hunt"       | Ken Kwapis      | Greg Daniels                                    | 21 september 2006 |
| 30    | 02    | "The Convention"       | Ken Whittingham | Gene Stupnitsky & Lee Eisenberg                 | 28 september 2006 |
| 31    | 03    | "The Coup"             | Greg Daniels    | Paul Lieberstein                                | 5 oktober 2006    |
| 32    | 04    | "Grief Counseling"     | Roger Nygard    | Jennifer Celotta                                | 12 oktober 2006   |
| 33    | 05    | "Initiation"           | Randall Einhorn | B.J. Novak                                      | 19 oktober 2006   |
| 34    | 06    | "Diwali"               | Miguel Arteta   | Mindy Kaling                                    | 2 november 2006   |
| 35    | 07    | "Branch Closing"       | Tucker Gates    | Michael Schur                                   | 9 november 2006   |
| 36    | 08    | "The Merger"           | Ken Whittingham | Brent Forrester                                 | 16 november 2006  |
| 37    | 09    | "The Convict"          | Jeffrey Blitz   | Ricky Gervais & Stephen Merchant                | 30 november 2006  |
| 38/39 | 10/11 | "A Benihana Christmas" | Harold Ramis    | Jennifer Celotta                                | 14 december 2006  |
| 40    | 12    | "Back from Vacation"   | Julian Farino   | Justin Spitzer                                  | 4 januari 2007    |
| 41    | 13    | "Traveling Salesmen"   | Greg Daniels    | Michael Schur & Lee Eisenberg & Gene Stupnitsky | 11 januari 2007   |
| 42    | 14    | "The Return"           | Greg Daniels    | Michael Schur & Lee Eisenberg & Gene Stupnitsky | 18 januari 2007   |
| 43    | 15    | "Ben Franklin"         | Randall Einhorn | Mindy Kaling                                    | 1 februari 2007   |
| 44    | 16    | "Phyllis' Wedding"     | Ken Whittingham | Caroline Williams                               | 8 februari 2007   |
| 45    | 17    | "Business School"      | Joss Whedon     | Brent Forrester                                 | 15 februari 2007  |
| 46    | 18    | "Cocktails"            | J.J. Abrams     | Paul Lieberstein                                | 22 februari 2007  |
| 47    | 19    | "The Negotiation"      | Jeffrey Blitz   | Michael Schur                                   | 5 april 2007      |
| 48    | 20    | "Safety Training"      | Harold Ramis    | B.J. Novak                                      | 12 april 2007     |
| 49    | 21    | "Product Recall"       | Randall Einhorn | Justin Spitzer & Brent Forrester                | 26 april 2007     |
| 50    | 22    | "Women's Appreciation" | Tucker Gates    | Lee Eisenberg & Gene Stupnitsky                 | 3 mei 2007        |
| 51    | 23    | "Beach Games"          | Harold Ramis    | Jennifer Celotta & Greg Daniels                 | 10 mei 2007       |
| 52/53 | 24/25 | "The Job"              | Ken Kwapis      | Paul Lieberstein & Michael Schur                | 17 mei 2007       |

### Seizoen 4 (2007–2008)
In eerste instantie had NBC dertig afleveringen besteld waarvan er tien gecombineerd zouden worden tot één aflevering van één uur. Echter de schrijversstakingen van 2007 en 2008 zorgden ervoor dat de productie bijna vijf maanden stil lag. Hierdoor bleven er uiteindelijk slechts 14 afleveringen over, waarvan vijf afleveringen 1 uur lang waren. 
| Nr.   | #     | Titel                     | Regisseur        | Schrijver(s)                        | Datum uitzending  |
| ----- | ----- | ------------------------- | ---------------- | ----------------------------------- | ----------------- |
| 54/55 | 1/2   | "Fun Run"                 | Greg Daniels     | Greg Daniels                        | 27 september 2007 |
| 56/57 | 3/4   | "Dunder Mifflin Infinity" | Craig Zisk       | Michael Schur                       | 4 oktober 2007    |
| 58/59 | 5/6   | "Launch Party"            | Ken Whittingham  | Jennifer Celotta                    | 11 oktober 2007   |
| 60/61 | 7/8   | "Money"                   | Paul Lieberstein | Paul Lieberstein                    | 18 oktober 2007   |
| 62    | 09    | "Local Ad"                | Jason Reitman    | B.J. Novak                          | 25 oktober 2007   |
| 63    | 10    | "Branch Wars"             | Joss Whedon      | Mindy Kaling                        | 1 november 2007   |
| 64    | 11    | "Survivor Man"            | Paul Feig        | Steve Carell                        | 8 november 2007   |
| 65    | 12    | "The Deposition"          | Julian Farino    | Lester Lewis                        | 15 november 2007  |
| 66    | 13    | "Dinner Party"            | Paul Feig        | Lee Eisenberg & Gene Stupnitsky     | 10 april 2008     |
| 67    | 14    | "Chair Model"             | Jeffrey Blitz    | B.J. Novak                          | 17 april 2008     |
| 68    | 15    | "Night Out"               | Ken Whittingham  | Mindy Kaling                        | 24 april 2008     |
| 69    | 16    | "Did I Stutter?"          | Randall Einhorn  | Brent Forrester & Justin Spitzer    | 1 mei 2008        |
| 70    | 17    | "Job Fair"                | Tucker Gates     | Lee Eisenberg & Gene Stupnitsky     | 8 mei 2008        |
| 71/72 | 18/19 | "Goodbye, Toby"           | Paul Feig        | Paul Lieberstein & Jennifer Celotta | 15 mei 2008       |

### Seizoen 5 (2008–2009)
NBC heeft op 10 april 2008 een vijfde seizoen van 28, half uur durende, afleveringen besteld. Het vijfde seizoen is begonnen op 25 september 2008 met de aflevering Weight Loss. 
| Nr.   | #     | Titel                             | Regisseur        | Schrijvers(s)                         | Datum uitzending  |
| ----- | ----- | --------------------------------- | ---------------- | ------------------------------------- | ----------------- |
| 73/74 | 1/2   | "Weight Loss"                     | Paul Feig        | Lee Eisenberg & Gene Stupnitsky       | 25 september 2008 |
| 075   | 03    | "Business Ethics"                 | Jeffrey Blitz    | Ryan Koh                              | 9 oktober 2008    |
| 076   | 04    | "Baby Shower"                     | Greg Daniels     | Aaron Shure                           | 16 oktober 2008   |
| 077   | 05    | "Crime Aid"                       | Jennifer Celotta | Charlie Grandy                        | 23 oktober 2008   |
| 078   | 06    | "Employee Transfer"               | David Rogers     | Anthony Farrell                       | 30 oktober 2008   |
| 079   | 07    | "Customer Survey"                 | Stephen Merchant | Lester Lewis                          | 6 november 2008   |
| 080   | 08    | "Business Trip"                   | Randall Einhorn  | Brent Forrester                       | 13 november 2008  |
| 081   | 09    | "Frame Toby"                      | Sharon Haithcock | Jennifer Celotta                      | 20 november 2008  |
| 082   | 10    | "The Surplus"                     | Paul Feig        | Lee Eisenberg & Gene Stupnitsky       | 4 december 2008   |
| 083   | 11    | "Moroccan Christmas"              | Paul Feig        | Justin Spitzer                        | 11 december 2008  |
| 084   | 12    | "The Duel"                        | Dean Holland     | Jennifer Celotta                      | 15 januari 2009   |
| 085   | 13    | "Prince Family Paper"             | Asaad Kelada     | B.J. Novak                            | 22 januari 2009   |
| 86/87 | 14/15 | "Stress Relief"                   | Jeffrey Blitz    | Paul Lieberstein                      | 1 februari 2009   |
| 088   | 16    | "Lecture Circuit (Part 1)"        | Ken Kwapis       | Mindy Kaling                          | 5 februari 2009   |
| 089   | 17    | "Lecture Circuit (Part 2)"        | Ken Kwapis       | Mindy Kaling                          | 12 februari 2009  |
| 090   | 18    | "Blood Drive"                     | Randall Einhorn  | Brent Forrester                       | 5 maart 2009      |
| 091   | 19    | "Golden Ticket"                   | Randall Einhorn  | Mindy Kaling                          | 12 maart 2009     |
| 092   | 20    | "New Boss"                        | Paul Feig        | Lee Eisenberg & Gene Stupnitsky       | 19 maart 2009     |
| 093   | 21    | "Two Weeks"                       | Paul Lieberstein | Aaron Shure                           | 26 maart 2009     |
| 094   | 22    | "Dream Team"                      | Paul Feig        | B.J. Novak                            | 9 april 2009      |
| 095   | 23    | "The Michael Scott Paper Company" | Gene Stupnitsky  | Justin Spitzer                        | 9 april 2009      |
| 096   | 24    | "Heavy Competition"               | Ken Whittingham  | Ryan Koh                              | 16 april 2009     |
| 097   | 25    | "Broke"                           | Steve Carell     | Charlie Grandy                        | 23 april 2009     |
| 098   | 26    | "Casual Friday"                   | Brent Forrester  | Anthony Q. Farrell                    | 30 april 2009     |
| 099   | 27    | "Cafe Disco"                      | Randall Einhorn  | Warren Lieberstein & Halsted Sullivan | 7 mei 2009        |
| 100   | 28    | "Company Picnic"                  | Ken Kwapis       | Jennifer Celotta & Paul Lieberstein   | 14 mei 2009       |

### Seizoen 6 (2009–2010)
| Nr.     | #     | Titel                          | Regisseur                  | Schrijvers(s)                         | Datum uitzending  |
| ------- | ----- | ------------------------------ | -------------------------- | ------------------------------------- | ----------------- |
| 101     | 01    | "Gossip"                       | Paul Lieberstein           | Paul Lieberstein                      | 17 september 2009 |
| 102     | 02    | "The Meeting"                  | Randall Einhorn            | Aaron Shure                           | 24 september 2009 |
| 103     | 03    | "The Promotion"                | Jennifer Celotta           | Jennifer Celotta                      | 1 oktober 2009    |
| 104/105 | 4/5   | "Niagara"                      | Paul Feig                  | Greg Daniels & Mindy Kaling           | 8 oktober 2009    |
| 106     | 06    | "Mafia"                        | Dave Rogers                | Brent Forrester                       | 15 oktober 2009   |
| 107     | 07    | "The Lover"                    | Lee Eisenberg              | Lee Eisenberg & Gene Stupnitsky       | 22 oktober 2009   |
| 108     | 08    | "Koi Pond"                     | Reggie Hudlin              | Warren Lieberstein & Halsted Sullivan | 29 oktober 2009   |
| 109     | 09    | "Double Date"                  | Seth Gordon                | Charlie Grandy                        | 5 november 2009   |
| 110     | 10    | "Murder"                       | Greg Daniels               | Daniel Chun                           | 12 november 2009  |
| 111     | 11    | "Shareholder Meeting"          | Charles McDougall          | Justin Spitzer                        | 19 november 2009  |
| 112     | 12    | "Scott's Tots"                 | B. J. Novak                | Gene Stupnitsky & Lee Eisenberg       | 3 december 2009   |
| 113     | 13    | "Secret Santa"                 | Randall Einhorn            | Mindy Kaling                          | 10 december 2009  |
| 114     | 14    | "The Banker"                   | Jeffrey Blitz              | Jason Kessler                         | 21 Januari 2010   |
| 115     | 15    | "Sabre"                        | John Krasinski             | Jennifer Celotta                      | 4 februari 2010   |
| 116     | 16    | "The Manager and the Salesman" | Marc Webb                  | Mindy Kaling                          | 11 februari 2010  |
| 117/118 | 17/18 | "The Delivery"                 | Seth Gordon & Harold Ramis | Daniel Chun & Charlie Grandy          | 4 maart 2010      |
| 119     | 19    | "St. Patrick's Day"            | Randall Einhorn            | Jonathan Hughes                       | 11 maart 2010     |
| 120     | 20    | "New Leads"                    | Brent Forrester            | Brent Forrester                       | 18 maart 2010     |
| 121     | 21    | "Happy Hour"                   | Matt Sohn                  | B. J. Novak                           | 25 maart 2010     |
| 122     | 22    | "Secretary's Day"              | Steve Carell               | Mindy Kaling                          | 22 april 2010     |
| 123     | 23    | "Body Language"                | Mindy Kaling               | Justin Spitzer                        | 29 april 2010     |
| 124     | 24    | "The Cover-Up"                 | Rainn Wilson               | Gene Stupnitsky & Lee Eisenberg       | 6 mei 2010        |
| 125     | 25    | "The Chump"                    | Randall Einhorn            | Aaron Shure                           | 13 mei 2010       |
| 126     | 26    | "Whistleblower"                | Paul Lieberstein           | Warren Lieberstein & Halsted Sullivan | 20 mei 2010       |

### Seizoen 7 (2010–2011)
| Nr.     | #     | Titel                                 | Regisseur         | Schrijver(s)                          | Datum uitzending  |
| ------- | ----- | ------------------------------------- | ----------------- | ------------------------------------- | ----------------- |
| 127     | 01    | "Nepotism"                            | Jeffrey Blitz     | Daniel Chun                           | 23 september 2010 |
| 128     | 02    | "Counseling"                          | Jeffrey Blitz     | B. J. Novak                           | 30 september 2010 |
| 129     | 03    | "Andy's Play"                         | John Stuart Scott | Charlie Grandy                        | 7 oktober 2010    |
| 130     | 04    | "Sex Ed"                              | Paul Lieberstein  | Paul Lieberstein                      | 14 oktober 2010   |
| 131     | 05    | "The Sting"                           | Randall Einhorn   | Mindy Kaling                          | 21 oktober 2010   |
| 132     | 06    | "Costume Contest"                     | Dean Holland      | Justin Spitzer                        | 28 oktober 2010   |
| 133     | 07    | "Christening"                         | Alex Hardcastle   | Peter Ocko                            | 4 november 2010   |
| 134     | 08    | "Viewing Party"                       | Ken Whittingham   | Jon Vitti                             | 11 november 2010  |
| 135     | 09    | "WUPHF.com"                           | Danny Leiner      | Aaron Shure                           | 18 november 2010  |
| 136     | 10    | "China"                               | Charles McDougall | Halsted Sullivan & Warren Lieberstein | 2 december 2010   |
| 137/138 | 11/12 | "Classy Christmas"                    | Rainn Wilson      | Mindy Kaling                          | 9 december 2010   |
| 139     | 13    | "Ultimatum"                           | David Rogers      | Carrie Kemper                         | 20 januari 2011   |
| 140     | 14    | "The Seminar"                         | B. J. Novak       | Steve Hely                            | 27 Januari 2011   |
| 141     | 15    | "The Search"                          | Michael Spiller   | Brent Forrester                       | 3 februari 2011   |
| 142     | 16    | "PDA"                                 | Greg Daniels      | Robert Padnick                        | 10 februari 2011  |
| 143     | 17    | "Threat Level Midnight"               | Tucker Gates      | B. J. Novak                           | 17 februari 2011  |
| 144     | 18    | "Todd Packer"                         | Randall Einhorn   | Amelie Gillette                       | 24 februari 2011  |
| 145     | 19    | "Garage Sale"                         | Steve Carell      | Jon Vitti                             | 24 maart 2011     |
| 146     | 20    | "Training Day"                        | Paul Lieberstein  | Daniel Chun                           | 14 april 2011     |
| 147     | 21    | "Michael's Last Dundies"              | Mindy Kaling      | Mindy Kaling                          | 21 april 2011     |
| 148     | 22    | "Goodbye, Michael"                    | Paul Feig         | Greg Daniels                          | 28 april 2011     |
| 149     | 23    | "The Inner Circle"                    | Matt Sohn         | Charlie Grandy                        | 5 mei 2011        |
| 150     | 24    | "Dwight K. Schrute, (Acting) Manager" | Troy Miller       | Justin Spitzer                        | 12 mei 2011       |
| 151/152 | 25    | "Search Committee"                    | Jeffrey Blitz     | Paul Lieberstein                      | 19 mei 2011       |

### Seizoen 8 (2011–2012)
Het achtste seizoen van The Office ging op 22 september 2011 van start.
| Nr. | #  | Titel                         | Regisseur         | Schrijver(s)                           | Datum uitzending  |
| --- | -- | ----------------------------- | ----------------- | -------------------------------------- | ----------------- |
| 153 | 01 | "The List"                    | B.J. Novak        | B.J. Novak                             | 22 september 2011 |
| 154 | 02 | "The Incentive"               | Charles McDougall | Paul Lieberstein                       | 29 september 2011 |
| 155 | 03 | "Lotto"                       | John Krasinski    | Charlie Grandy                         | 6 oktober 2011    |
| 156 | 04 | "Garden Party"                | David Rogers      | Justin Spitzer                         | 13 oktober 2011   |
| 157 | 05 | "Spooked"                     | Randall Einhorn   | Carrie Kemper                          | 27 oktober 2011   |
| 158 | 06 | "Doomsday"                    | Troy Miller       | Daniel Chun                            | 3 november 2011   |
| 159 | 07 | "Pam's Replacement"           | Matt Sohn         | Allison Silverman                      | 10 november 2011  |
| 160 | 08 | "Gettysburg"                  | Jeffrey Blitz     | Robert Padnick                         | 17 november 2011  |
| 161 | 09 | "Mrs. California"             | Charlie Grandy    | Dan Greaney                            | 1 december 2011   |
| 162 | 10 | "Christmas Wishes"            | Ed Helms          | Mindy Kaling                           | 8 december 2011   |
| 163 | 11 | "Trivia"                      | B.J. Novak        | Steve Hely                             | 12 januari 2012   |
| 164 | 12 | "Pool Party"                  | Charles McDougall | Owen Ellickson                         | 19 januari 2012   |
| 165 | 13 | "Jury Duty"                   | Eric Appel        | Aaron Shure                            | 2 februari 2012   |
| 166 | 14 | "Special Project"             | David Rogers      | Amelie Gillette                        | 9 februari 2012   |
| 167 | 15 | "Tallahassee"                 | Matt Sohn         | Daniel Chun                            | 16 februari 2012  |
| 168 | 16 | "After Hours"                 | Brian Baumgartner | Halsted Sullivan en Warren Lieberstein | 23 februari 2012  |
| 169 | 17 | "Test the Store"              | Brent Forrester   | Mindy Kaling                           | 1 maart 2012      |
| 170 | 18 | "Last Day in Florida"         | Matt Sohn         | Robert Padnick                         | 8 maart 2012      |
| 171 | 19 | "Get the Girl"                | Rainn Wilson      | Charlie Grandy                         | 15 maart 2012     |
| 172 | 20 | "Welcome Party"               | Ed Helms          | Steve Hely                             | 12 april 2012     |
| 173 | 21 | "Angry Andy"                  | Claire Scanlon    | Justin Spitzer                         | 19 april 2012     |
| 174 | 22 | "Fundraiser"                  | David Rogers      | Owen Ellickson                         | 26 april 2012     |
| 175 | 23 | "Turf War"                    | Daniel Chun       | Warren Lieberstein en Halsted Sullivan | 3 mei 2012        |
| 176 | 24 | "Free Family Portrait Studio" | B.J. Novak        | B.J. Novak                             | 10 mei 2012       |

### Seizoen 9 (2012–2013)
Op 20 september 2012 begon het negende en tevens laatste seizoen van The Office. Volgens uitvoerend producent Greg Daniels werd de televisieserie na dit seizoen stopgezet vanwege het vertrek van enkele belangrijke acteurs. Hij ontkende dat het besluit te maken zou hebben met de kijkcijfers, die in de periode van 2008 tot 2012 daalden van acht tot vier miljoen. Steve Carell verliet de serie in 2011 en Mindy Kaling begon op 25 september 2012 met haar eigen comedyserie, getiteld The Mindy Project. Rainn Wilson werkt met Paul Lieberstein aan een spin-off met als titel The Farm. Dit project ging echter niet door; de pilot werd wel gebruikt als aflevering in het negende seizoen van The Office.

## Internetafleveringen

### The Accountants (2006)
NBC kondigde op 16 maart 2006 aan dat er tien op zichzelf staande internetafleveringen op de website NBC.com online zouden komen. De eerste aflevering verscheen op 12 juli 2006 en de laatste aflevering op 6 september 2006, het duurde twee dagen om te filmen. In juni 2007 won The Accountants een 'Comedy Short Award' van Webby Awards en een Daytime Emmy Award voor 'Outstanding Broadband Program - Comedy'.
Belangrijke personages Michael, Jim en Pam verschijnen niet in de The Accountants-afleveringen. De focus ligt namelijk op drie personen van de boekhouding: Oscar, Angela en Kevin – die in elke aflevering verschijnen – als zij 3000 dollar proberen te vinden die mist van het kantoorbudget.
| #  | Titel                      | Regisseur       | Schrijver(s)                     | Origineel gepost op NBC.com |
| -- | -------------------------- | --------------- | -------------------------------- | --------------------------- |
| 1  | "The Books Don't Balance"  | Randall Einhorn | Michael Schur & Paul Lieberstein | 13 juli 2006                |
| 2  | "Phyllis"                  | Randall Einhorn | Michael Schur & Paul Lieberstein | 13 juli 2006                |
| 3  | "Meredith"                 | Randall Einhorn | Michael Schur & Paul Lieberstein | 20 juli 2006                |
| 4  | "Stanley"                  | Randall Einhorn | Michael Schur & Paul Lieberstein | 27 juli 2006                |
| 5  | "Someone in the Warehouse" | Randall Einhorn | Michael Schur & Paul Lieberstein | 3 augustus 2006             |
| 6  | "The Memo"                 | Randall Einhorn | Michael Schur & Paul Lieberstein | 10 augustus 2006            |
| 7  | "Things Are Getting Tense" | Randall Einhorn | Michael Schur & Paul Lieberstein | 17 augustus 2006            |
| 8  | "You're Mean"              | Randall Einhorn | Michael Schur & Paul Lieberstein | 24 augustus 2006            |
| 9  | "Michael's Office"         | Randall Einhorn | Michael Schur & Paul Lieberstein | 31 augustus 2006            |
| 10 | "The Best Day of My Life"  | Randall Einhorn | Michael Schur & Paul Lieberstein | 7 september 2006            |

### Kevin's Loan (2008)
NBC bestelde nieuwe afleveringen voor de zomer van 2008. De eerste aflevering begon op 10 juli 2008 en de laatste aflevering op 31 juli 2008.
De webisodes draaien om Kevin, die met een unieke oplossing zijn gokschulden terug probeert te betalen.
Andere personages die verschijnen zijn Oscar, Stanley en Darryl.
| # | Titel                 | Regisseur       | Schrijver(s)    | Origineel gepost op NBC.com |
| - | --------------------- | --------------- | --------------- | --------------------------- |
| 1 | "Money Trouble"       | Brent Forrester | Anthony Farrell | 10 juli 2008                |
| 2 | "Malone's Cones"      | Brent Forrester | Ryan Koh        | 17 juli 2008                |
| 3 | "Exposed Wires"       | Brent Forrester | Ryan Koh        | 24 juli 2008                |
| 4 | "Taste the Ice Cream" | Brent Forrester | Anthony Farrell | 31 juli 2008                |

### The Outburst (2008)
NBC bestelde nieuwe webisodes voor de winter van 2008. De eerste aflevering begon op 20 november 2008, de laatste aflevering op 11 december 2008.
In de webisodes zitten alle personages van The Office, behalve Michael, Pam, Jim, Dwight en Ryan.
Oscar heeft een uitbarsting in het midden van het kantoor en zijn collega's starten een onderzoek.
| # | Titel               | Regisseur                       | Schrijver(s)                    | Origineel gepost op NBC.com |
| - | ------------------- | ------------------------------- | ------------------------------- | --------------------------- |
| 1 | "The Call"          | Lee Eisenberg & Gene Stupnitsky | Nate Federman & Jonathan Hughes | 20 november 2008            |
| 2 | "The Investigation" | Lee Eisenberg & Gene Stupnitsky | Nate Federman & Jonathan Hughes | 26 november 2008            |
| 3 | "The Search"        | Lee Eisenberg & Gene Stupnitsky | Nate Federman & Jonathan Hughes | 4 december 2008             |
| 4 | "The Explanation"   | Lee Eisenberg & Gene Stupnitsky | Nate Federman & Jonathan Hughes | 11 december 2008            |

### Blackmail (2009)
Creed besluit te gaan chanteren en probeert geld te krijgen van Oscar, Andy, Kelly, Angela, en Meredith.
| # | Titel     | Regisseur   | Schrijver(s)    | Origineel gepost op NBC.com |
| - | --------- | ----------- | --------------- | --------------------------- |
| 1 | "Oscar"   | B. J. Novak | Nate Federman   | 7 mei 2009                  |
| 2 | "Andy"    | B. J. Novak | Nate Federman   | 14 mei 2009                 |
| 3 | "Kelly"   | B. J. Novak | Jonathan Hughes | 21 mei 2009                 |
| 4 | "Pay Day" | B. J. Novak | Jonathan Hughes | 28 mei 2009                 |

### Subtle Sexuality (2009)
Kelly en Erin vormen hun eigen meidengroep, 'Subtle Sexuality', en zorgen ervoor dat Ryan en Andy hun assisteren met hun eerste muziekvideo, 'Male Prime Donna'
| # | Titel                  | Regisseur    | Schrijver(s)                    | Origineel gepost op NBC.com |
| - | ---------------------- | ------------ | ------------------------------- | --------------------------- |
| 1 | "Creative Differences" | Mindy Kaling | Nate Federman & Jonathan Hughes | 29 oktober 2009             |
| 2 | "The Replacement"      | Mindy Kaling | Nate Federman & Jonathan Hughes | 29 oktober 2009             |
| 3 | "The Music Video"      | Mindy Kaling | Nate Federman & Jonathan Hughes | 29 oktober 2009             |

### The Mentor (2010)
Erin wil een carrièreverandering aangaan en vindt een mentor, Angela.
| # | Titel            | Regisseur     | Schrijver(s)                    | Origineel gepost op NBC.com |
| - | ---------------- | ------------- | ------------------------------- | --------------------------- |
| 1 | "The Pupil"      | Kelly Cantley | Nate Federman & Jonathan Hughes | 4 maart 2010                |
| 2 | "Reimbursements" | Kelly Cantley | Nate Federman & Jonathan Hughes | 4 maart 2010                |
| 3 | "Lunchtime"      | Kelly Cantley | Nate Federman & Jonathan Hughes | 4 maart 2010                |
| 4 | "BFFs?"          | Kelly Cantley | Nate Federman & Jonathan Hughes | 4 maart 2010                |

### The 3rd Floor (2010)
Ryan probeert een horrorfilm te maken genaamd The 3rd Floor, en wil daarvoor Dunder Mifflin gebruiken als locatie en kantoormedewerkers Kelly, Erin, Gabe, Kevin en Meredith gebruiken als acteurs.
| # | Titel                     | Regisseur    | Schrijver(s)                               | Origineel gepost op NBC.com |
| - | ------------------------- | ------------ | ------------------------------------------ | --------------------------- |
| 1 | "Moving On"               | Mindy Kaling | Kelly Hannon & Jonathan Hughes & Mary Wall | 28 oktober 2010             |
| 2 | "Lights. Camera. Action!" | Mindy Kaling | Kelly Hannon & Jonathan Hughes & Mary Wall | 28 oktober 2010             |
| 3 | "The Final Product"       | Mindy Kaling | Kelly Hannon & Jonathan Hughes & Mary Wall | 28 oktober 2010             |

### The Podcast (2011)
Gabe probeert een record te zetten in het kantoor om de 'Sabre'-website, hopend indruk te maken op het hoofdkantoor.
| # | Titel             | Regisseur      | Schrijver(s)    | Origineel gepost op NBC.com |
| - | ----------------- | -------------- | --------------- | --------------------------- |
| 1 | "Gabe's Podcast"  | Charlie Grandy | Kelly Hannon    | 20 januari 2011             |
| 2 | "The First Entry" | Charlie Grandy | Mary Wall       | 20 januari 2011             |
| 3 | "The Debut"       | Charlie Grandy | Jonathan Hughes | 20 januari 2011             |

### The Girl Next Door (2011)
Deze webisodes draaien om Kelly en Erins meidengroep 'Subtle Sexuality'.
| # | Titel                           | Regisseur    | Schrijver(s)                               | Origineel gepost op NBC.com |
| - | ------------------------------- | ------------ | ------------------------------------------ | --------------------------- |
| 1 | "The Story of Subtle Sexuality" | Mindy Kaling | Kelly Hannon & Jonathan Hughes & Mary Wall | 4 mei 2011                  |
| 2 | "The Girl Next Door"            | Mindy Kaling | Kelly Hannon & Jonathan Hughes & Mary Wall | 4 mei 2011                  |